# Хайер, Марта
Ма́рта Ха́йер (англ. Martha Hyer; 10 августа 1924 — 31 мая 2014) — американская актриса, номинантка на премию «Оскар» в 1959 году.

## Биография
Марта Хайер родилась в городе Форт-Уэрт (штат Техас). Впервые в кино она появилась в одиннадцатилетнем возрасте в фильме «Громовая гора» (1947). После окончания обучения она продолжила актёрскую карьеру, снявшись в фильмах «Сабрина» (1954), «Мой дворецкий Годфри» (1957), «Плавучий дом» (1958) и «Первые люди на Луне» (1964).
Наибольшую популярность актрисе принесла роль Гвен Фрэнч в драме Винсента Миннелли «И подбежали они» (1958), за которую она была номинирована как «Лучшая актриса второго плана» на премию «Оскар». В 1960 году Марта Хайер пробовалась на роль Мэрион Крейн в триллере Альфреда Хичкока «Психо», но в итоге роль досталась Джанет Ли. Последний раз на киноэкранах актриса появилась в 1973 году в фильме-ограблении День волков.
Марта Хайер дважды была замужем. Её первым мужем был сценарист и режиссёр Рэй Стал (1951—1954), брак с которым закончился разводом. В 1966 году актриса вышла замуж за влиятельного голливудского кинопродюсера Хэла Б. Уоллиса с которым была вместе до его смерти в 1986 году. В 1990 году в свет вышла её автобиография «В поисках моего пути: Мемуары Голливуда» (англ. Finding My Way: A Hollywood Memoir).
Марта Хайер умерла 31 мая 2014 года в своём доме в Санта-Фе в возрасте 89 лет. О её смерти общественности стало известно только в середине июня.

## Избранная фильмография
| Год       |   | Русское название                       | Оригинальное название          | Роль                         |
| --------- | - | -------------------------------------- | ------------------------------ | ---------------------------- |
| 1946      | ф | Медальон                               | The Locket                     | подружка невесты             |
| 1947      | ф | Рождённый убивать                      | Born to Kill                   | горничная                    |
| 1947      | ф | Женщина на пляже                       | The Woman on the Beach         | миссис Бартон                |
| 1948      | ф | Прикосновение бархата                  | The Velvet Touch               | Хелен Адамс                  |
| 1949      | ф | Лёгкая мишень                          | The Clay Pigeon                | мисс Харвик                  |
| 1950      | ф | Разделительная линия                   | The Lawless                    | Кэролайн Тайлер              |
| 1953      | ф | Эбботт и Костелло отправляются на Марс | Abbott and Costello Go to Mars | Джейни Хоу                   |
| 1954      | ф | Сабрина                                | Sabrina                        | Элизабет Тайсон              |
| 1954      | ф | На трёх тёмных улицах                  | Down Three Dark Streets        | Конни Андерсон               |
| 1954      | ф | Крик о мщении                          | Cry Vengeance                  | Пегги Хардинг                |
| 1957      | ф | Мистер Кори                            | Mister Cory                    | Эбби Воллард                 |
| 1958      | ф | Однажды на лошади...                   | Once Upon a Horse...           | Эмити Бэбб                   |
| 1958      | ф | Плавучий дом                           | Houseboat                      | Кэролин Гибсон               |
| 1959      | с | Сыромятная плеть                       | Rawhide                        | Ханна Хейли                  |
| 1959      | ф | Всё самое лучшее                       | The Best of Everything         | Барбара Ламонт               |
| 1960      | ф | Страсть в пыли                         | Desire in the Dust             | Мелинда Марканд              |
| 1962—1965 | с | Альфред Хичкок представляет            | Alfred Hitchcock Presents      | Джуди Маллетт / Элис Марсден |
| 1964      | ф | Первые люди на Луне                    | First Men in the Moon          | Кэтрин Коллендер             |
| 1965      | с | Моя жена меня приворожила              | Bewitched                      | Маргарет Маршалл             |
| 1966      | ф | Погоня                                 | The Chase                      | Мэри Фуллер                  |